# Impactita
El terme impactita s'usa en geologia i petrologia per a referir-se a qualsevol material producte de l'impacte d'un meteorit. També pot emprar-se per a descriure mescles de materials vesiculars vitris o cristal·lins de gra fi que es generen com a conseqüència de la fusió per impacte; normalment solen trobar-se als cràters d'impacte, típicament com a cossos únics compostos per mescles entre material fos i fragments de roca, sovint amb altres traces de material meteorític. El juny de 2015, la NASA va trobar vidre d'impacte a Mart.

## Varietats
Les impactites consisteixen principalment en materials terrestres deformats que, a vegades, poden preservar fragments del meteorit original. Són principalment productes de la roca existent abans de l'impacte meteorític. Quan un impacte ocorre en un indret amb molta presència de sorres, aquestes poden fondre i produir vidre de Darwin o vidre del Desert de Líbia. Moltes roques poden fragmentar-se i després comprimir-se per a formar estructures bretxoses; aquestes roques s'anomenen suevites i contenen minerals típics d'altes pressions. Les tagamites són roques formades per fosa d'impacte que semblen, texturalment, alguns basalts terrestres. Les tectites com ara les moldavites o les indochinites són objectes vítrics foscs associats a impactes meteorítics antics.